# Alabama (banda)
Alabama es una banda estadounidense de música country y rock sureño formada en Fort Payne, Alabama en 1969. 

## Historia
La banda fue fundada por Randy Owen (voz, guitarra), Teddy Gentry (bajo, coros), Jeff Cook (guitarra, teclados). Inicialmente se llamaron Wildcountry, nombre con el que giraron en el circuito de bares de Alabama desde comienzos de los setenta. Cambiaron su nombre a Alabama en 1977 y consiguieron posicionar dos sencillos en las listas de éxitos, firmando contrato con la reconocida discográfica RCA Records.
La hora de mayor éxito para Alabama llegó en los años ochenta, donde vendieron una gran cantidad de discos y ganaron algunos premios. Su primer sencillo bajo el sello RCA Records, "Tennessee River", fue el primero de muchos sencillos que lograron el número uno en las listas, seguido de "Love in the First Degree" (1981), "Mountain Music" (1982), "Dixieland Delight" (1983), "If You're Gonna Play in Texas (You Gotta Have a Fiddle in the Band)" (1984) y "Song of the South" (1987). En los noventa la popularidad del grupo descendió. Alabama se desintegró en 2006 pero en 2011 se reunieron nuevamente.
En 2004 fueron incluidos en el Salón de la Fama de los Grupos Vocales.

## Músicos

### Actuales
- Randy Owen – voz, guitarra (1969–2004, 2006–07, 2011–presente)
- Teddy Gentry – bajo, coros (1969–2004, 2006–07, 2011–presente)
- Jeff Cook – guitarra, teclados (1969–2004, 2006–07, 2011–presente)

### Antiguos
- Mark Herndon – batería (1979–2004)
- Rick Scott – batería (1974–79)
- Bennett Vartanian – batería (1972–74)
- Don Perkey - batería (1975-78)
- Jackie Owen – batería (1969–72)

## Discografía

### Estudio
- Wild Country (1976)
- Deuces Wild (1977)
- Alabama Band No. 3 (1979)
- My Home's in Alabama (1980)
- Feels So Right (1981)
- Mountain Music (1982)
- The Closer You Get... (1983)
- Roll On (1984)
- 40-Hour Week (1985)
- The Touch (1986)
- Just Us (1987)
- Southern Star (1989)
- Pass It On Down (1990)
- American Pride (1992)
- Cheap Seats (1993)
- In Pictures (1995)
- Dancin' on the Boulevard (1997)
- Twentieth Century (1999)
- When It All Goes South (2001)
- Songs of Inspiration (2006)
- Songs of Inspiration II (2007)
- Angels Among Us: Hymns and Gospel Favorites (2014)
- Southern Drawl (2015)